# Mariene provincie Westelijke Indische Oceaan
De Mariene provincie Westelijke Indische Oceaan (20) (Engels: Western Indian Ocean marine province) is een biogeografische provincie en ligt in het westen van de Indische Oceaan in het Marien rijk Westelijke Indo-Pacific. De mariene provincie is vastgesteld door het World Wide Fund for Nature en The Nature Conservancy en is vernoemd naar de Indische Oceaan.
In het noorden grenst het gebied aan de mariene provincie Somalië/Arabië (19) en in het zuidwesten aan de mariene provincie Agulhas (51).

## Geografie
De mariene provincie ligt voor de zuidoostkust van Somalië, voor de kusten van Kenia, Tanzania en Mozambique en een stuk van de oostkust van Zuid-Afrika en rond Madagaskar, de Comoren, de Mascarenen, Cargados Carajos en Tromelin en de de Seychellen.

## Biogeografie
Het gebied kent zeeleven dat houdt van tropische temperaturen.

## Mariene ecoregio's
Deze mariene provincie bestaat uit 9 mariene ecoregio's:
- Mariene ecoregio Noordelijke Indische moessonstroomkust (94)
- Mariene ecoregio Oost-Afrikaanse Koraalkust (95)
- Mariene ecoregio Seychellen (96)
- Mariene ecoregio Cargados Carajos/Tromelin (97)
- Mariene ecoregio Mascarenen (98)
- Mariene ecoregio Zuidoostelijk Madagaskar (99)
- Mariene ecoregio Westelijk en Noordelijk Madagaskar (100)
- Mariene ecoregio Sofalabaai/Moeraskust (101)
- Mariene ecoregio Delagoa (102)